# Manuela Berrío
Manuela Berrío Zuluaga (Palmira, 18 de junio de 2000) es una levantadora de pesas colombiana. Ganó la medalla de plata en el evento femenino de 45 kg en el Campeonato Mundial de Halterofilia 2021 celebrado en Taskent, Uzbekistán.

## Carrera
En 2016, ganó la medalla de oro en el evento femenino de 44 kg en el Campeonato Mundial Juvenil de Halterofilia 2016 celebrado en Penang, Malasia..
En 2019, ganó la medalla de oro en el evento femenino de 45 kg en el Campeonato Panamericano de Halterofilia 2019 celebrado en la Ciudad de Guatemala, Guatemala. En 2021, ganó la medalla de bronce en el evento femenino de 49 kg en el Campeonato Panamericano de Halterofilia 2020 celebrado en Santo Domingo, República Dominicana.